# Patricia Hanebeck
Patricia Hanebeck és una futbolista alemanya que juga actualment al FF USV Jena a la Frauen Bundesliga d'Alemanya.
Com a internacional sub-19 va guanyar el Campionat del Món sub-19 de 2004.